# Alcázar de San Juan (stacja kolejowa)
Alcázar de San Juan (hiszp. Estación de Alcázar de San Juan) – stacja kolejowa w miejscowości Alcázar de San Juan, w prowincji Ciudad Real, we wspólnocie autonomicznej Kastylia-La Mancha, w Hiszpanii. Jest to jeden z głównych węzłów sieci kolejowych, będących punktem rozgałęzienia linii łączącej Madryt z południem i wschodem Hiszpanii. Obsługuje pociągi długiego i średniego dystansu Renfe.

## Położenie stacji
Znajduje się na linii kolejowej Madryt – Walencja w km 148,1.

## Historia
Stacja została otwarta 20 czerwca 1854 wraz z otwarciem odcinka Tembleque-Alcázar de San Juan linii kolejowej między Madrytem i Almansa, która przedłużyła pierwotną trasę między Madrytem a Aranjuez i ostatecznie do Alicante. Linia została zbudowana przez Compañía del Camino de Hierro de Madrid a Aranjuez. 1 lipca 1856 José de Salamanca, który dołączył do rodziny Rothschildów i firmy Chemin de Fer du Grand Central zdobył koncesję na linię Madryt-Saragossa dołączonej do koncesji między Madrytem i Alicante by stworzyć Compañía de los Ferrocarriles de Madrid a Zaragoza y Alicante (MZA). 1 lipca 1860 ostatni raz rozudowano sieć na południe do Manzares łącząc się z Ciudad Real, a później do Andaluzji. Zmusiło to MZA do zbudowania nowego, większego dworca w Alcázar. W 1941 roku w wyniku nacjonalizacji kolei w Hiszpanii stacja stała się częścią RENFE.
W latach 80. stacja została gruntownie zmodernizowana.
Od 31 grudnia 2004 infrastrukturą kolejową zarządza Adif.

## Linie kolejowe
- Madryt – Walencja
- Alcázar de San Juan – Kadyks